# Philipp zu Eulenburg
Pour les articles homonymes, voir Eulenburg.
 (janvier 2022).
Si vous disposez d'ouvrages ou d'articles de référence ou si vous connaissez des sites web de qualité traitant du thème abordé ici, merci de compléter l'article en donnant les références utiles à sa vérifiabilité et en les liant à la section « Notes et références ».
Philipp Friedrich Alexander zu Eulenburg und Hertefeld, Graf von Sandels (Königsberg, 12 février 1847 - Liebenberg, 17 septembre 1921), membre de la grande noblesse prussienne, est un homme politique et diplomate allemand.

## Formation
Eulenburg est le fils du lieutenant-colonel Philipp Konrad zu Eulenburg (de) (1820-1889) et de son épouse Alexandrine, née baronne von Rothkirch und Panthen (1824-1902). Son père est officier de carrière dans le 3e régiment de cuirassiers à Königsberg, puis dans le 3e régiment d'uhlans (pl) à Potsdam, et dans les années 1850, il est l'adjudant personnel du maréchal Frédéric von Wrangel, chez qui le jeune Eulenburg se rend fréquemment. Le fils aîné du comte, devenant lui aussi seigneur von und zu Hertefeld après la mort de Karl von Hertefeld en 1867, grand-oncle de la comtesse Alexandrine, étudie au lycée Vitzthum de Dresde en 1866, mais doit interrompre ses études au début de la Guerre austro-prussienne de 1866, la Saxe, comme la majorité des états germaniques, ayant pris le parti de l'Autriche contre la Prusse.
Il entra alors à l'école de guerre de Cassel qu'il quitta en 1868. L'année suivante, il fut promu lieutenant. La guerre franco-prussienne de 1870 lui permit d'obtenir la croix de fer.
La paix revenue, et l'Allemagne unifiée sous la présidence de la Prusse de Guillaume Ier et de Bismarck, le jeune Eulenburg entama un voyage d'un an en Orient.
De 1872 à 1875, il étudie à Leipzig, Strasbourg et Giessen où il passe avec succès son doctorat en droit.

## Carrière
D'abord magistrat, il abandonne bientôt le monde de la justice pour la diplomatie. Secrétaire d'ambassade à Paris pour quelques mois puis à Munich (1881), il est nommé ambassadeur de Prusse à Oldenburg en 1888, à Stuttgart en 1890, à Munich en 1891 puis à Vienne de 1893 à 1902.

## Amitiés impériales: «Willy et Phili»

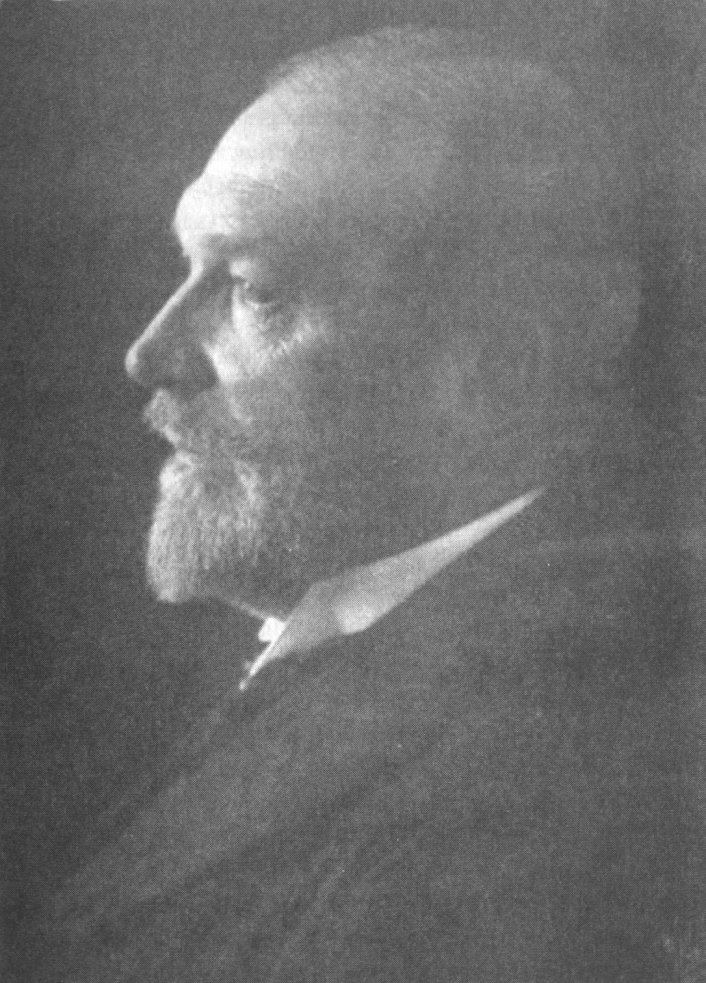
Philip zu Eulenburg (1905).

Il obtint l'amitié du prince Guillaume de Prusse (qui devint empereur sous le nom de Guillaume II en juin 1888), de douze ans son cadet et sur lequel il exerça une grande influence, promouvant tout à la fois le principe du pouvoir personnel de l'empereur et une ligne politique modérée sur le plan extérieur.
Philip zu Eulenburg recevait souvent l'empereur dans son château de Liebenberg (de) où il conviait également ses amis, tous membres de la grande noblesse prussienne, lesquels étaient censés venir en célibataire, l'épouse de leur hôte étant également absente. Dans cette ambiance virile et courtisane, loin du protocole de la cour et des contraintes du parlementarisme qu'il exécrait, Guillaume II dit « Willy » et Philip dit « Phili » partageaient leur goût pour la musique et les vieux récits. Fort de son ascendant sur l'empereur, Philip zu Eulenburg favorisa - entre autres nominations - l'ascension de Bernhard von Bülow au poste de chancelier.
En 1900, l'empereur éleva son ami à la dignité princière (Fürst zu Eulenburg und Hertefeld) et lui permit de porter le titre de « comte de Sandels », le beau-père du prince étant le dernier mâle de sa lignée.

## Vie privée: l'affaire Harden-Eulenburg
En 1875, Philip avait épousé à Stockholm (Suède) Augusta de Sandels, fille du dernier comte de Sandels (1853-1941) dont il eut huit enfants entre 1876 et 1886. Il est le grand-père de Libertas Schulze-Boysen, résistante au sein du réseau Orchestre rouge, exécutée par décapitation le 22 décembre 1943. Elle tient son prénom de Märchen von der Freiheit (Contes pour la liberté), écrit par Philipp zu Euleburg à Hertefeld.
Cependant, en 1906, pour contrer la politique ultra-conservatrice de l'empereur, le journaliste Maximilian Harden critiqua vertement le cercle de Liebenberg, accusant Eulenburg et ses comparses d'homosexualité, un délit à l'époque (cf. le paragraphe 175 du Code pénal). L'empereur, outragé, demanda à Eulenburg de défendre son honneur et d'ester en justice. L'affaire Harden-Eulenburg fit un immense scandale qui dépassa largement les frontières de l'Empire allemand.
Eulenburg perdit son procès et l'empereur, qui s'était abstenu de soutenir son ami, le disgracia de fait. Le cercle de Liebenberg se rompit de lui-même et le prince se retira sur ses terres où il vécut dans un anonymat relatif.
Eulenburg mourut en son château de Liebenberg en 1921, trois ans après la chute de la monarchie.
L'empereur, qui ne l'avait jamais revu ni pris de ses nouvelles, avait perdu son trône et vivait lui aussi en exil.

## Source
- (en) Cet article est partiellement ou en totalité issu de l’article de Wikipédia en anglais intitulé « Philip, Prince of Eulenburg » (voir la liste des auteurs).